# Gaál Tamás
Gaál Tamás (Szombathely, 1962. augusztus 7. –) Munkácsy Mihály-díjas (1994) magyar szobrászművész, egyetemi tanár.

## Élete
Szülei: Gaál Gergely és Kiss Sarolta. 1980-ban érettségizett a Pécsi Művészeti Szakközépiskolában. 1980-1982 között a Magyar Képzőművészeti Főiskola esti előkészítő tanfolyamán tanult. 1983-1988 között a Magyar Képzőművészeti Főiskola hallgatója volt, ahol Vígh Tamás és Segesdi György tanították. 1987 óta kiállító művész, és a MAOE tagja. 1987–1995 között a Fiatal Képzőművészek Studiója Egyesületének tagja, majd tiszteletbeli tagja lett. 1991-től Villányban oktatott. 1993 óta a Janus Pannonius Tudományegyetemen szobrászatot tanít, 1997-től egyetemi docens, 1997–2000 között szobrász tanszékvezető. 2010-ben habilitált a Pécsi Tudományegyetem Művészeti Karán.

## Kiállításai

### Egyéni
- 1987 Jászapáti
- 1988, 1999, 2014 Sárvár
- 1989 Szombathely
- 1990, 1992, 1995, 1998-1999, 2003, 2007, 2010, 2013-2015 Budapest
- 1993 Jászberény
- 1998 Pécs, Győr
- 1999 Pécs
- 2001 Balatonboglár, Balassagyarmat
- 2004 Székesfehérvár

### Csoportos
- 1987 Baja
- 1988 Nagyatád, Budapest
- 1989 Szombathely, Muraszombat, Lisszabon, Pécs
- 1990 Nagytétény, Budapest, Salgótarján, Muraszombat
- 1991, 1994 Budapest
- 1992 Szombathely

## Köztéri művei
- Ember, Föld (Nagyatád, 1987)
- Zuhatag (Szombathely, 1989)

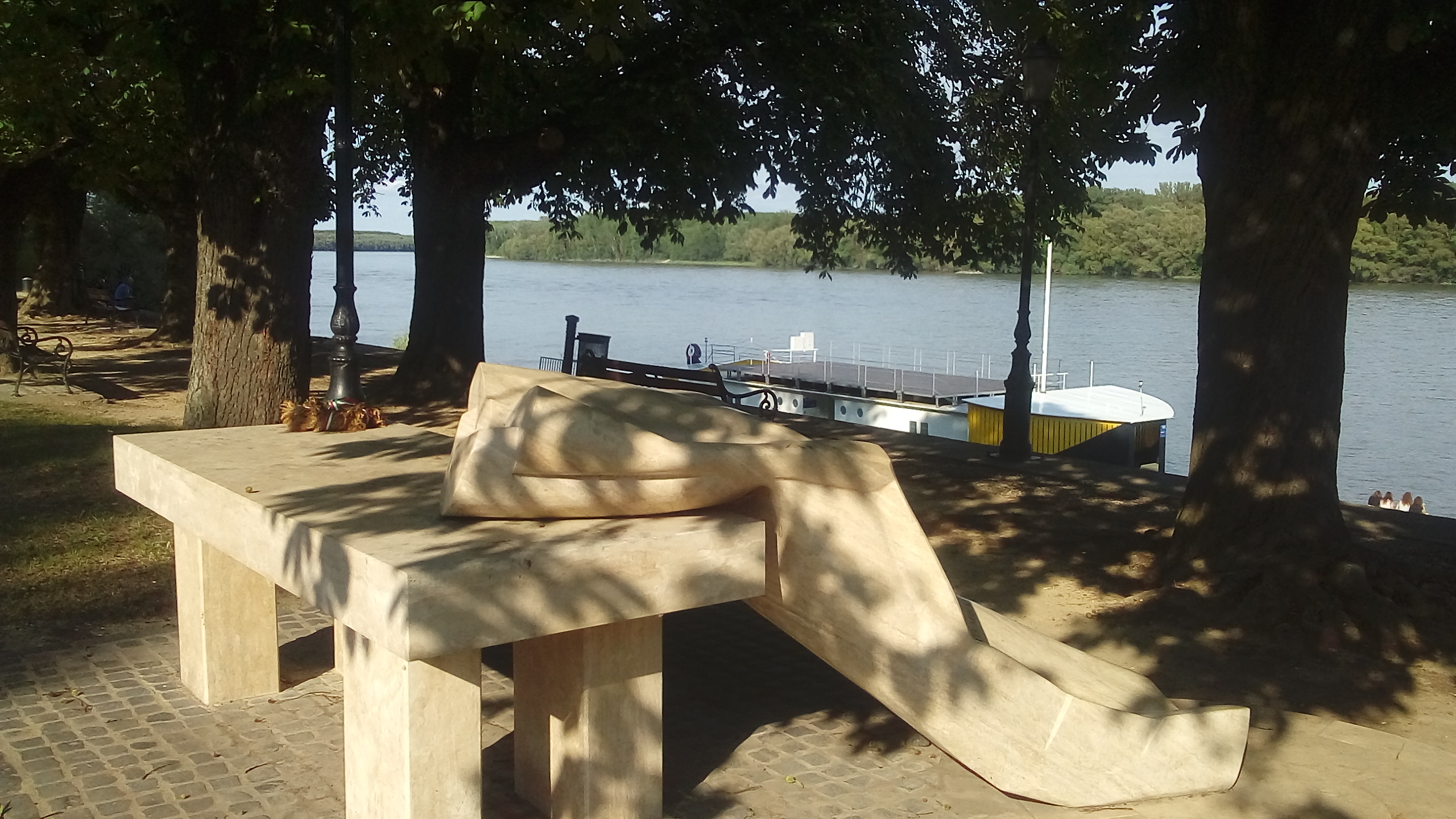
Trianon-emlékmű, Paks, 2014

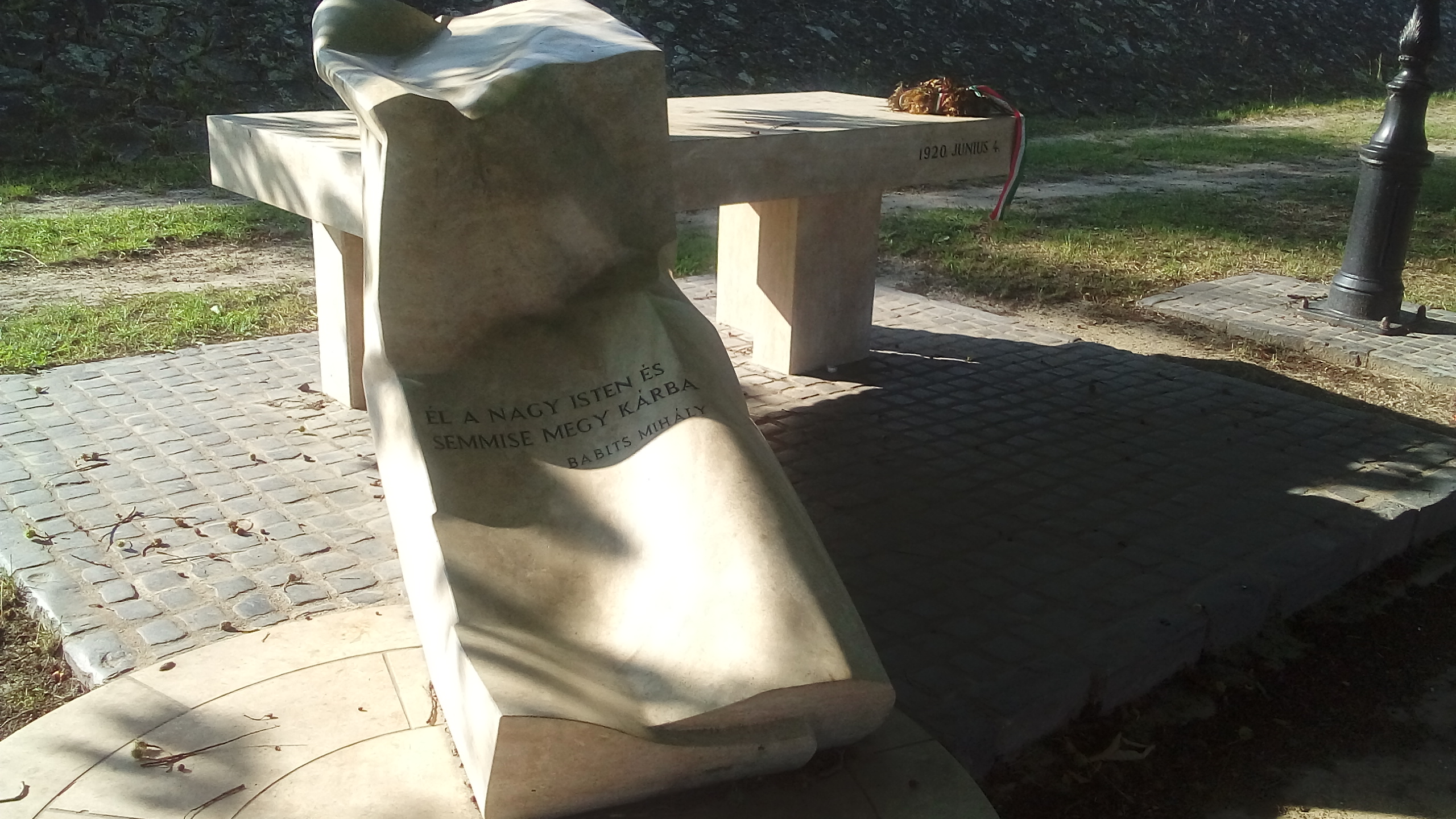
Trianon-emlékmű, Paks, 2014

- II. világháborús emlékmű (Rábapaty, 1990)
- Imaginárius terek (Rajka, 1992; Villány, 1993)
- Batthyány Ervin-emlékmű (Bögöte, 1994)
- II. világháborús emlékmű (Sárvár-Rábasömjén), 1995
- Törések sárvári zsidó holokauszt emlékmű (Sárvár, 1996)
- Híd II. (1997)
- Part-Pár szobor (Dunaújváros, 2000)
- Batthyány Lajos (Ópusztaszer, 2001)
- Gróf Batthyány Lajos mellszobra (Szombathely, 2002)
- Deák Ferenc szobra (Paks, 2003)
- Pad-pár (Kecskemét, 2005)
- II. Rákóczi Ferenc mellszobra (Tatabánya, 2005)
- 1956-os emlékmű (Paks, 2006)
- Folyamatos kapcsolat (Debrecen, 2008)
- Trianon-emlékmű (Paks, 2014)

## Díjai
- DAAD-ösztöndíj (1995)